# Clidemia farinasii
Clidemia farinasii är en tvåhjärtbladig växtart som beskrevs av John Julius Wurdack. Clidemia farinasii ingår i släktet Clidemia och familjen Melastomataceae. Inga underarter finns listade i Catalogue of Life.